# Riigikohus

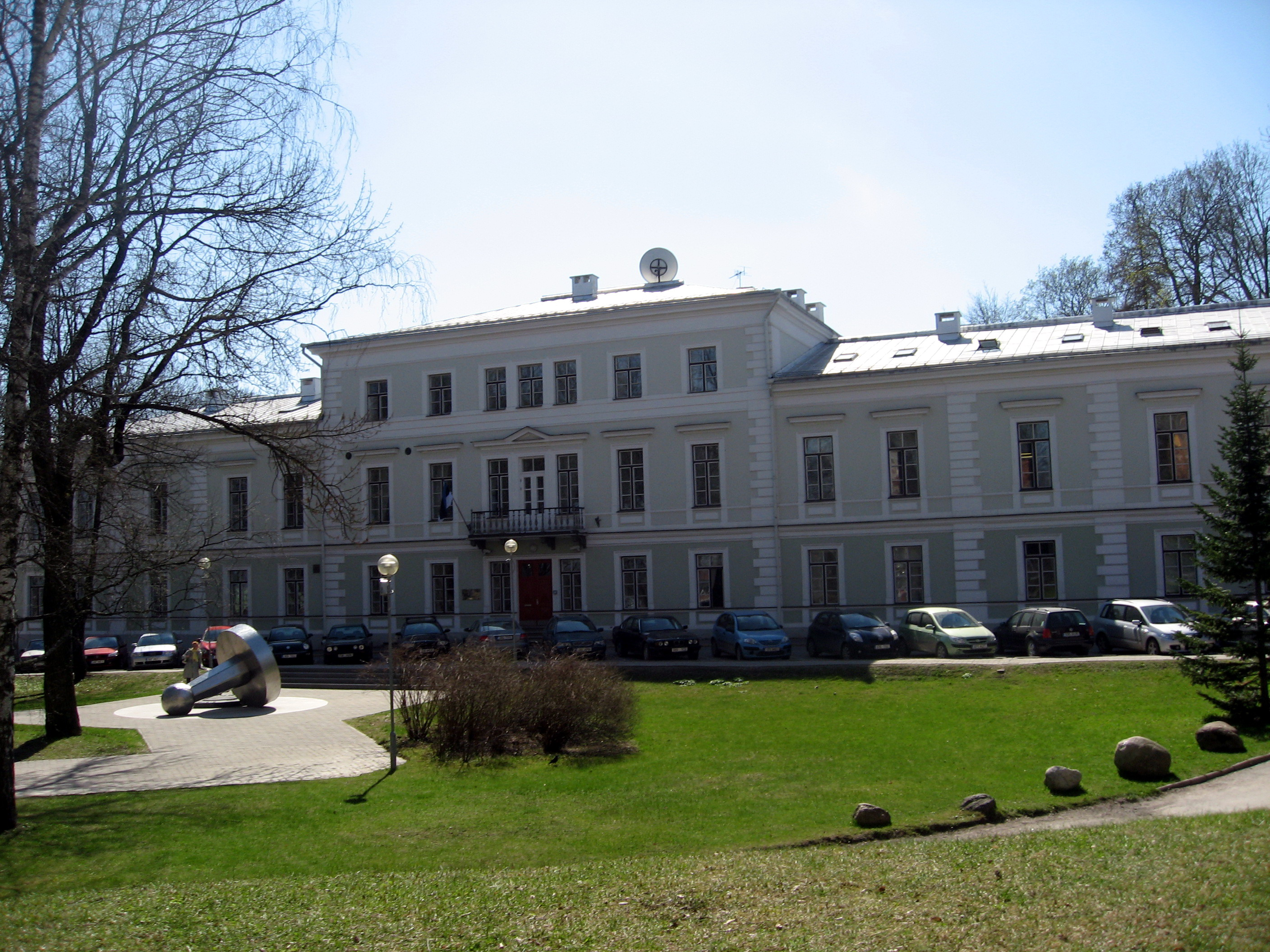
Sitz des estnischen Staatsgerichtshofs auf dem Domberg in Tartu

Der estnische Staatsgerichtshof (estnisch Riigikohus) ist das höchste Gericht der Republik Estland. Er ist sowohl estnisches Verfassungsgericht als auch höchste Revisions- bzw. Kassationsinstanz der ordentlichen und Verwaltungsgerichtsbarkeit.

## Zusammensetzung und Aufgaben
Der estnische Staatsgerichtshof hat seinen Sitz in Tartu. Er besteht aus 19 Richtern. Die Richter gehören einem der drei Revisions- bzw. Kassationssenate (kolleegium) des Gerichts an: Verwaltungssenat (5 Mitglieder), Strafsenat (6 Mitglieder) und Zivilsenat (7 Mitglieder) und zusätzlich einem Vorsitzenden.
Die Richter werden auf Vorschlag des Vorsitzenden des Staatsgerichtshofs vom estnischen Parlament (Riigikogu) gewählt. Der Vorsitzende des Staatsgerichtshofs wird auf Vorschlag des estnischen Staatspräsidenten vom Parlament gewählt. Seine Amtszeit beträgt neun Jahre. Die Richter des Staatsgerichtshofs sind bis zur Erreichung der Altersgrenze von 67 Jahren gewählt. Sie sind unabhängig und nur dem Gesetz unterworfen.
Neben den drei Kassationssenaten umfasst das Gericht den „Senat zur Überprüfung der Verfassungsmäßigkeit“ (põhiseaduslikkuse järelevalve kolleegium), der das Verfassungsgericht der Republik Estland darstellt. Er führt auf Antrag anderer Verfassungsorgane und Gerichte abstrakte und konkrete Normenkontrollverfahren durch. Gemeindeparlamente können dem Gericht eine Kommunalverfassungsbeschwerde vortragen. In bestimmten Fällen ist eine Individualverfassungsbeschwerde möglich. Dem Verfassungssenat gehören neun Mitglieder des Gerichts an. Der Vorsitzende des estnischen Staatsgerichtshof ist ex officio Präsident des Verfassungssenats.
Höchstes Organ des Riigikohus ist der Gemeinsame Senat (Riigikohtu üldkogu). Ihm gehören alle Richter des Staatsgerichtshofs an. Er ist beschlussfähig, wenn 11 Mitglieder des Gerichts anwesend sind. Der Gemeinsame Senat entscheidet mit der Mehrheit der anwesenden Richter. Er ist für die Ernennung und Entlassung von Richtern erster Instanz zuständig. Ihm untersteht das Disziplinarwesen über alle estnischen Richter.
Daneben existiert der Sondersenat (Riigikohtu erikogu). Er entscheidet bei Auslegungsstreitigkeiten zwischen den einzelnen Senaten des Staatsgerichtshofs.

## Geschichte des estnischen Staatsgerichtshofs
Die Verfassungsgebende Versammlung Estlands (Asutav Kogu) beschloss am 21. Oktober 1919 das Gesetz über den Staatsgerichtshof (Riigikohtu seadus). Seine erste Sitzung fand am 14. Januar 1920 in Tartu statt. 1935 wurde der Sitz des Staatsgerichtshofs von Tartu nach Tallinn verlegt. Mit der sowjetischen Besetzung Estlands im Sommer 1940 wurde der Staatsgerichtshof abgeschafft. Seine letzte Sitzung fand am 31. Dezember 1940 statt. Sechs der 16 Richter wurden vom NKWD verhaftet und starben im Gulag, zwei weitere wurden nach Ende des Zweiten Weltkriegs von den Sowjets inhaftiert.
Nach Wiederherstellung der estnischen Unabhängigkeit wurde am 28. Juni 1992 die estnische Verfassung durch Volksentscheid angenommen. Am 27. Mai 1993 trat der wiedergegründete estnische Staatsgerichtshof zu seiner ersten Sitzung nach dem Zweiten Weltkrieg zusammen.
Seinen Sitz hat das Gericht heute wieder in Tartu. Bei der letzten großen Sanierung und Modernisierung der Räumlichkeiten auf dem dortigen Domberg, musste das Gericht von Januar 2019 bis März 2020 ein Ausweichquartier nutzen. Die feierliche Wiedereröffnung fand, aufgrund der Corona-Pandemie, erst Ende August 2020 statt.

## Vorsitzende des estnischen Staatsgerichtshofs
- Kaarel Parts (1919–1940)
- Rait Maruste (1992–1998)
- Uno Lõhmus (1998–2004)
- Märt Rask (2004–2013)
- Priit Pikamäe (2013–2019)
- Villu Kõve (seit 2019)